# 라마누자

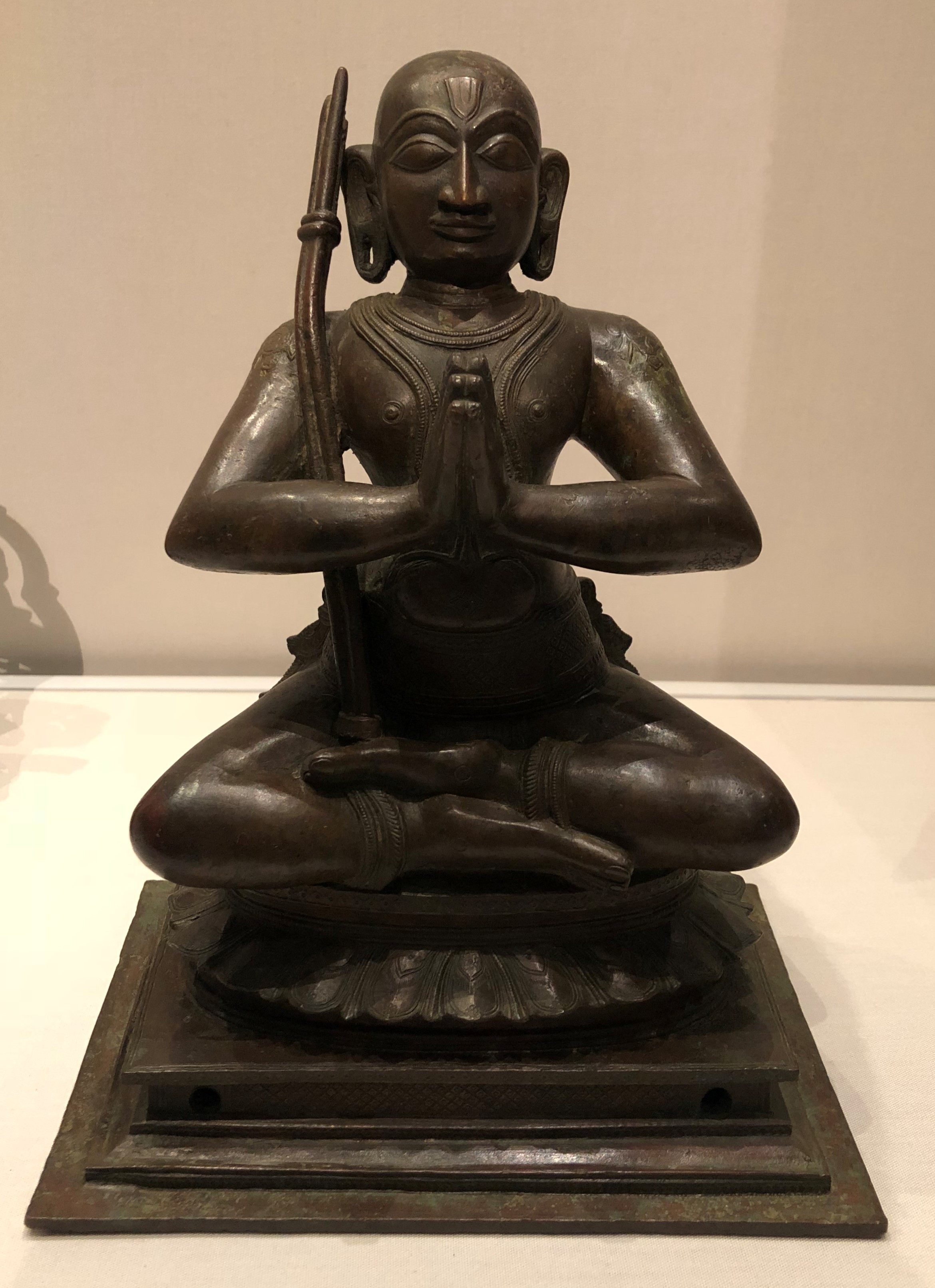
라마누자의 15세기 조각

라마누자(Ramanuja)는 인도의 힌두 철학자, 구루, 사회 개혁자이다. 힌두교 내 스리 바이시나비즘(Sri Vaishnavism) 전통의 가장 중요한 주창자들 중 한 명으로 인식된다. 경건주의에 대한 그의 철학적 토대는 바크티 운동에 영향을 주었다.
촐라의 타밀 브라만 공동체에서 태어났다. 촐라의 통치 시기 안정된 사회에서 타밀 문화 속에서 자랐다.

## 같이 보기
- 샹카라
- 힌두 철학
- 요가 학파